# مویناق

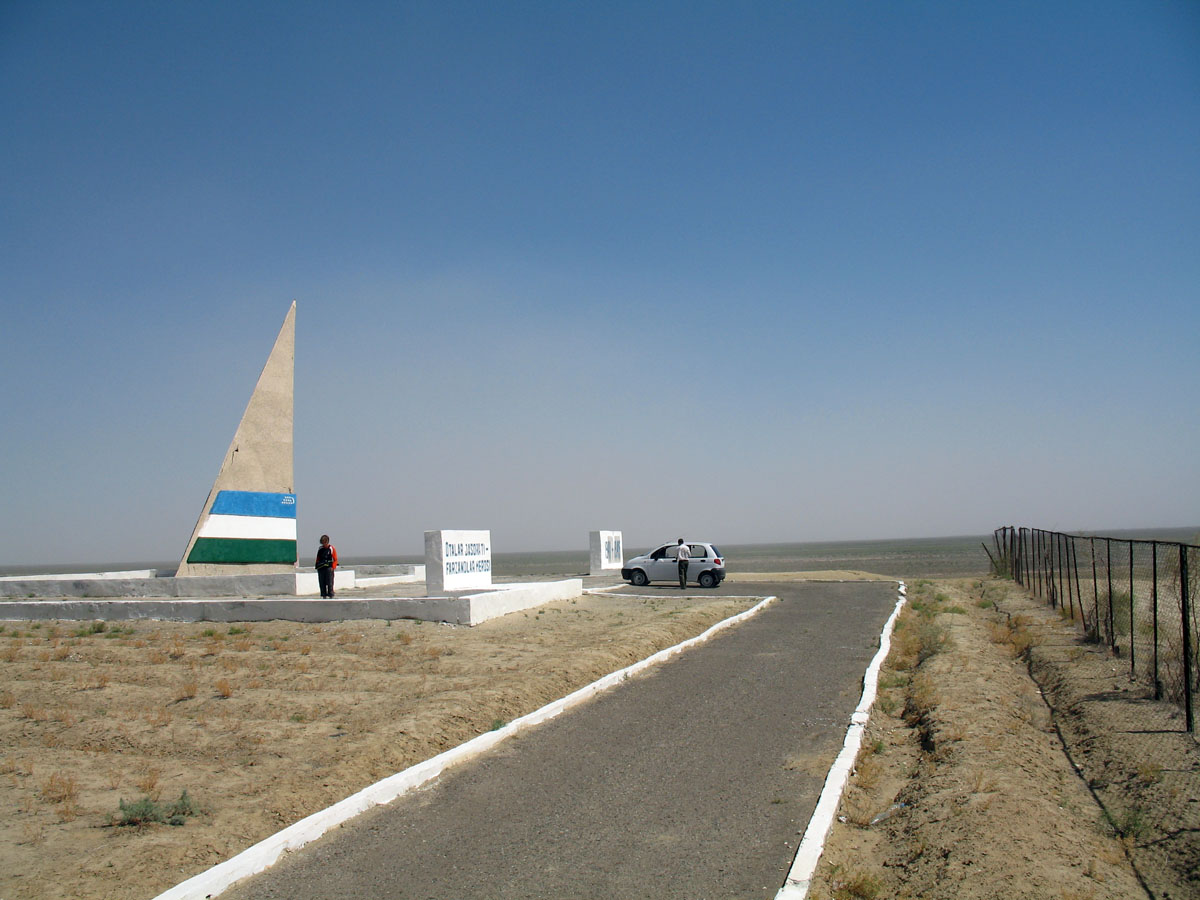
یادمانی بر کنارهٔ ساحل پیشین دریاچهٔ خشک‌شدهٔ خوارزم.

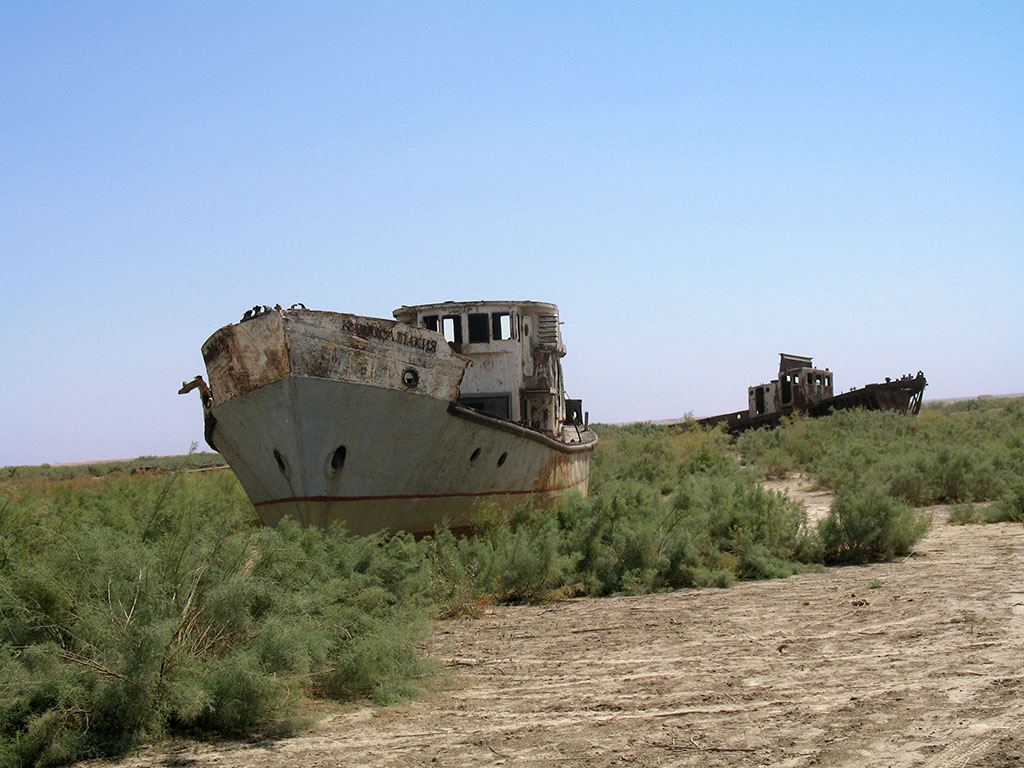
کشتی متروکه‌ای در لنگرگاه پیشین مویناق.

مویناق (به ازبکی: Moʻynoq، مۉیناق)(به قره‌قالپاقی: Moynaq، مویناق)(به روسی: Муйнак تلفظ: موینَک) شهری است در شمال جمهوری خودگردان قره‌قالپاقستان، در بخش غربی ازبکستان. مویناق در قدیم تنها شهر بندری ازبکستان بود و ماهیگیری آن رونق زیادی داشت ولی پس از خشک شدن دریاچه آرال (دریاچهٔ خوارزم) این وضع نیز تغییر کرد. جمعیت مویناق از دههٔ ۱۹۸۰ شدیداً رو به کاهش بوده و امروزه بیش از چند هزار نفر جمعیت ندارد. جمعیت: ۱۳ هزار نفر (۱۹۹۱)، ۱۸٬۱۹۶ (۲۰۱۲)، ۱۳٬۵۰۰ (۲۰۱۸).
مویناق مرکز اداری و بزرگترین سکونتگاه شهرستان مویناق در جمهوری قره‌قالپاقستان است. امروزه بندر مویناق کار نمی‌کند. یک فرودگاه کوچک در جنوب شرقی شهر وجود دارد که به‌طور نامنظم فعالیت می‌کند.

## پیشینه
مویناق از سال ۱۹۶۳ دارای وضعیت شهری بوده‌است. تا اواسط دهه ۱۹۸۰، این شهر یک شهر بندری ماهیگیری توسعه‌یافته در کرانه جنوبی دریاچه آرال بود. کارخانه کنسرو ماهی مویناق در این شهر یکی از بزرگترین کارخانه‌های کنسرو ماهی اتحاد جماهیر شوروی سابق بود.
زمانی مویناق درست در ساحل دریاچه آرال قرار داشت اما امروز این شهر و آن دریاچه با ۱۰۰ کیلومتر زمین از هم جدا شده‌اند. مردم محلی بیابانی را که در محل بستر سابق دریاچه تشکیل شده «آرال‌قوم» می‌نامند (در قیاس با کویر قزل‌قوم). کشتی‌های پرشماری که پیش از این در بند مویناق مستقر بودند اکنون به شکلی زنگ‌زده در خشکی رها شده‌اند و محلی را به نام «قبرستان کشتی‌ها» در کناره این شهر پدید آورده‌اند.
در ۱۵ نوامبر ۱۹۳۳، طی حکمی از سوی کمیته اجرایی مرکزی روسیه، روستای مویناق به عنوان شهرک کارگری طبقه‌بندی شد. و در دهه ۱۹۵۰، مویناق وضعیت یک شهرک شهری را دریافت کرد. در سال ۱۹۶۳، مویناق به عنوان شهر شناخته شد و یکی از بزرگترین شهرهای ساحلی دریاچه آرال بود.
در دهه ۱۹۶۰، ساخت کانال‌های آب‌رسانی از آمودریا برای آبیاری پنبه آغاز شد. در نتیجه، آب کمتری به آرال سرازیر شد و این دریاچه کم‌ژرفا شد. در دهه ۱۹۸۰ برای اینکه کارخانه کنسرو ماهی در مویناق تعطیل نشود، ماهی منجمد از روسیه به اینجا آورده شد. در اوایل دهه ۱۹۹۰، کارخانه کنسرو ماهی بسته شد، بیکاری افزایش یافت، ساکنان خانه‌های خود را ترک کردند و به نوکوس، کونگراد و شهرهای دیگر رفتند. 
از آن زمان فراوانی وقوع طوفان‌های گرد و غبار نمک، بیماری‌های زیست‌محیطی (بیماری‌های چشمی، بیماری‌های دستگاه گوارش، بیماری‌های پوستی) بیشتر شده‌است، سطح آب‌های زیرزمینی کاهش یافته و روند بیابان‌زایی منطقه سرعت گرفته‌است. چشمه‌های باقی‌مانده به دلیل وجود آفت‌کش‌هایی که از مزارع پنبه در آمودریا شسته شده بودند ناآشامیدنی هستند و این بندر به قبرستان کشتی‌ها تبدیل شده‌است.
از سال ۲۰۱۱ به این‌سو، مویناق حدود ۱۰۰ کیلومتر تا بخش غربی (عمیق) دریای آرال جنوبی و حدود ۱۸۰ کیلومتر تا قسمت شرقی (کم‌عمق) فاصله دارد. بخش شرقی دریا (به دلیل عمق نسبتاً کم) سریع‌تر از مویناق عقب‌نشینی کرد. دریاچه در اواسط دهه ۱۹۹۰، در فاصله ۴۵ کیلومتری از شهر و در اوایل دهه ۲۰۰۰ در فاصله ۱۰۰ کیلومتری قرار داشت.
در سال ۲۰۰۸، پترو آلیانس کار اکتشاف نفت و گاز در کف سابق دریاچه آرال انجام داد. نتیجه مثبت بود و نشان داد که گاز در اینجا با کیفیت بالا و با حداقل محتوای سولفید هیدروژن است.
در تاریخ ۲۰ تا ۲۱ ژانویه ۲۰۱۷، عملیات شبکه آبرسانی قونغیرات - مویناق آغاز شد. ساخت این تأسیسات به ارزش ۲۶٫۶ میلیارد صوم و به طول ۱۰۱ کیلومتر به مدت پنج ماه انجام شد. اکنون بیش از ۲۵ هزار نفر از آب آشامیدنی سالم برخوردار هستند.
از اواسط دهه ۲۰۰۰، این شهر مورد توجه گردشگران خارجی بوده‌است و ورود گردشگران به مویناق پس از سال ۲۰۱۶ افزایش یافت.

## جمعیت و زبان‌ها
مانند سایر مناطق قره‌قالپاقستان، زبان‌های ازبکی و قره‌قالپاقی در مویناک دارای جایگاه رسمی هستند. زبان روسی در واقع وضعیت زبان ارتباطات بین‌المللی را دارد. به دلیل محبوبیت شهر در بین گردشگران خارجی، زبان انگلیسی نیز در بین کارگران گردشگری و خدماتی رایج است.
جمعیت مویناق تا اول ژانویه ۲۰۱۸، ۱۳ هزار و ۵۰۰ نفر بوده‌است. برخلاف اکثر شهرهای ازبکستان، مویناق روند کاهش جمعیت ثابتی دارد. بخش عمده‌ای از جمعیت این شهر را قره‌قالپاق‌ها تشکیل می‌دهند. همچنین تعداد نسبتاً زیادی از ازبک‌ها و قزاق‌ها در این شهر زندگی می‌کنند و اقلیت‌های چون تاتارها، ترکمن‌ها و دیگران نیز وجود دارند.

## جشنواره عناصر
مویناق میزبان جشنواره غیرتجاری سالانه موسیقی الکترونیک، هنر و علم به نام جشنواره «نیروی طبیعت» (Stihia) است. مأموریت این جشنواره کمک به منطقه دریاچه آرال و افزایش آگاهی در مورد فاجعه زیست‌محیطی این دریاچه است. این جشنواره مخلوطی از چندین پروژه است که شامل نوازندگان، دی‌جی‌ها، تهیه‌کنندگان، هنرمندان و دانشمندان می‌شود. این جشنواره معمولاً دو روز به طول می‌انجامد و مستقیماً در قبرستان کشتی‌ها برگزار می‌شود و در طول سال‌ها محبوبیت زیادی در بین طرفداران سبک موسیقی الکترونیک به دست آورده‌است. این جشنواره با سوزاندن تشریفاتی حروف ۱۰ متری نام دریاچه به پایان می‌رسد.. 